# STS-51-D
STS 51-D fue la misión 16º del programa STS y la cuarta del Discovery. Fue la quinta misión en aterrizar en el Centro Espacial Kennedy. Los objetivos de la misión fueron el de desplegar varios satélites de comunicación y el transporte de experimentos de diversa índole.

## Tripulación
- Karol J. Bobko (2) - Comandante
- Donald E. Williams (1) - Piloto
- M. Rhea Seddon (1) - Especialista de misión
- Jeffrey A. Hoffman (1) - Especialista de misión
- S. David Griggs (1) - Especialista de misión
- Charles D. Walker (2) - Especialista de carga
- Jake Garn (1) - Especialista de carga

Entre paréntesis número de vuelos realizados incluido el STS-51-D. 

## Parámetros de la misión
- Masa:

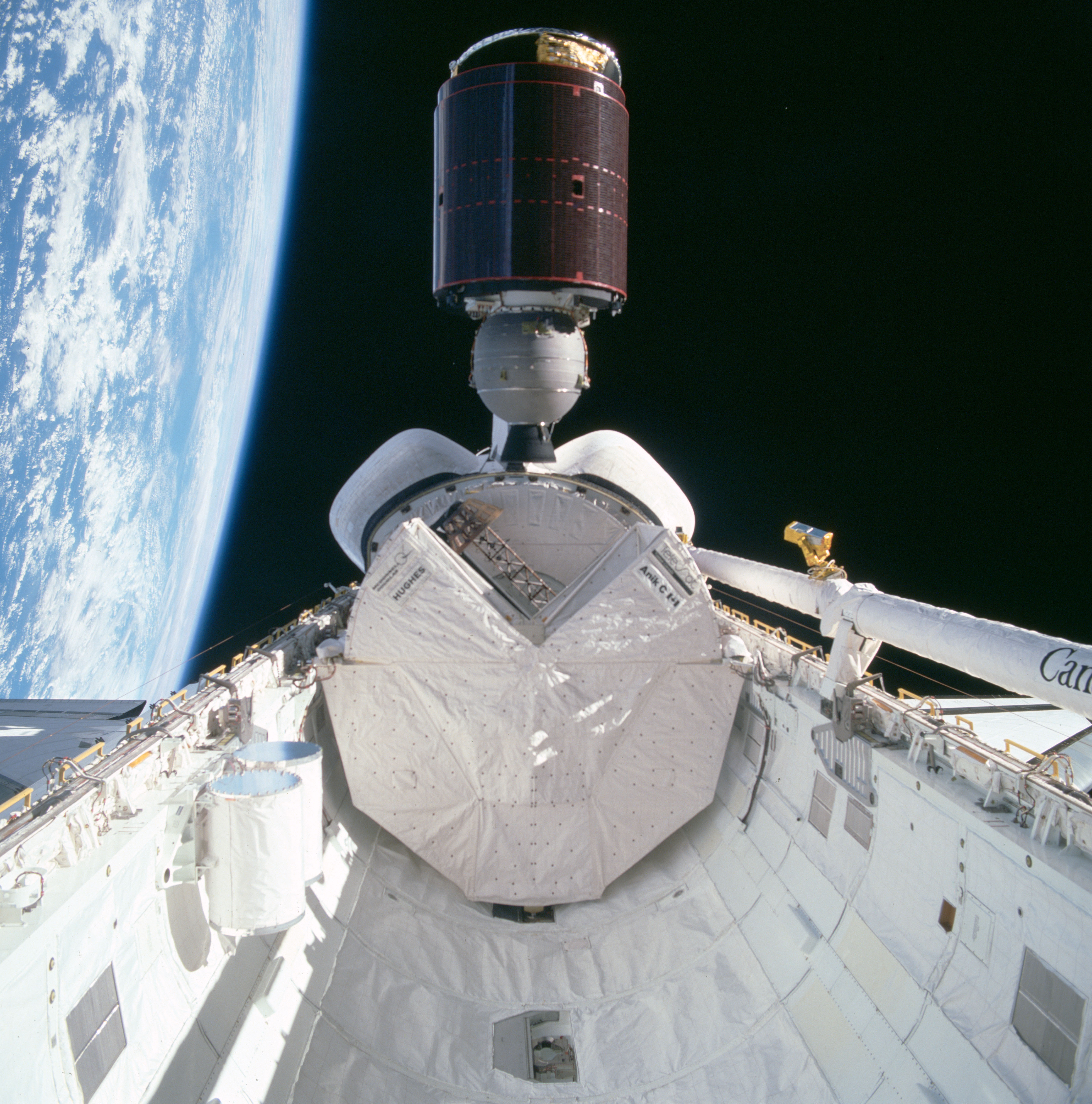
Lanzamiento del satélite Telesat-1, uno de los objetivos de la misión.

  - Orbitador al despegue: 113,802 kg
  - Orbiter al aterrizaje: 89,816 kg
  - Carga: 16,249 kg
- Perigeo: 445 km
- Apogeo: 535 km
- Inclinación: 28.5°
- Periodo: 94.4 min